# Brother from the Same Planet
Brother from the Same Planet, llamado Hermano del mismo planeta en España y Hermano mayor, hermano menor en Hispanoamérica, es el decimocuarto capítulo perteneciente a la cuarta temporada de la serie animada Los Simpson, estrenado originalmente el 4 de febrero de 1993. Bart, al ver la falta de atención de Homer hacia él, ingresa en un programa de hermanos mayores, y Homer, para vengarse, "adopta" a un hermano menor. El episodio fue escrito por Jon Vitti y dirigido por Jeffrey Lynch.

## Sinopsis
Después de jugar al fútbol, Bart espera a que Homer lo pase a buscar, algo que su padre olvida. Cuando Homer finalmente recuerda, razona a un enfurecido Bart que deberían admitir que ambos se equivocaron e intentar poner el asunto atrás. Posteriormente, Bart ve un comercial para un programa de caridad denominado "Los Hermanos Mayores", el cual asigna a niños huérfanos con hombres jóvenes y con cualidades positivas. Aún enfadado con su padre, Bart va a la agencia pretendiendo ser un infante cuyo padre era un apostador borracho quien lo abandonó. La historia de Bart es tan triste que la recepcionista lo asigna con su mejor Hermano Mayor, un piloto de pruebas militar llamado Tom. Ambos pasan tiempo juntos haciendo varias actividades, aunque Bart empieza a sentirse mal por tomar el tiempo de Tom a pesar de no ser huérfano de verdad. Posteriormente, Homer descubre la verdad sobre su Hermano Mayor y confronta a Bart. Homer decide acudir a la agencia para vengarse de Bart y es asignado con un hijo de reemplazo, un joven huérfano llamado Pepi. Al igual que Tom y Bart, Homer y Pepi pasan tiempo haciendo actividades.
Posteriormente, se realiza el día de los Hermanos Mayores en Marine World, donde los Hermanos Mayores y sus chicos va a celebrar (incluyendo a Homer, Tom, Bart y Pepi). Allí, tras toparse con Homer y recordar qué tan mal padre fue con Bart, Tom empieza a pelear con él. La pelea continua por todo Springfield y termina con la derrota de Homer, con su espalda doblada encima de un hidrante. Como resultado, Homer es enviado al hospital, y Bart se siente responsable por lo sucedido. Luego ese día, Tom lamenta lo mucho que extrañara ser un Hermano Mayor, mientras que Pepi está triste por perder a su Hermano Mayor. Afortunadamente, Bart sugiere a ambos que sean hermanos, algo que Tom y Pepi felizmente aceptan, y se marchan hacia la puesta de sol tomados de las manos. Al mismo tiempo, Homer (cuya espalda ha sido arreglada) y Bart se reconcilian, mientras Homer le enseña a Bart cómo pelear gracias a su experiencia con Tom.
En la subtrama, Marge encuentra que la compañía telefónica le está cobrando a la familia un precio anomalamente alto debido a las llamadas que ha hecho Lisa a la línea directa Corey - un servicio premium telefónico donde se puede escuchar la voz de un actor ficticio basado en los Dos Coreys. Lisa promete dejar de hacer llamados para no aumentar el precio de la cuenta telefónica de la familia, pero continua haciendo llamadas a la línea de otros lugares como la oficina del Dr. Hibbert y un teléfono en la Escuela Primaria de Springfield. Cuando es pillada por el director Skinner, Marge sugiere que Lisa intente estar hasta la medianoche sin llamar a la līnea directa; si ella puede lograrlo, habrá conquistado su adicción. Aunque tentada por el resto del día, Lisa vence su adicción.